# Harry Powlett (6e duc de Bolton)
Harry Powlett, 6e duc de Bolton, (6 novembre 1720 - 25 décembre 1794) est un noble britannique et un officier de marine.
Il est le deuxième fils de Harry Powlett (4e duc de Bolton) et de son épouse Catherine Parry.

## Carrière
Il fait ses études au Winchester College (1728-1729). Il entre dans la Royal Navy et, le 4 mars 1740, il est promu lieutenant à bord du HMS Shrewsbury. Promu capitaine du HMS Port Mahon le 15 juillet 1740, il fut transféré au HMS Oxford en juillet 1741. Alors qu'il commande à Oxford, il participe à la Bataille du cap Sicié en 1744 et donna plus tard des preuves dommageables contre Richard Lestock.
Il est transféré au HMS Sandwich en mars 1745, puis peu après au HMS Ruby. Le 11 avril 1746, Ruby, accompagné du HMS Defiance et du HMS Salisbury, est envoyé de Plymouth pour rejoindre la flotte au large de Brest, en France. Avant de retrouver la flotte dirigée par l'amiral William Martin le 22 mai, il capture la frégate française Embuscade. Il reçoit le commandement du HMS Exeter en novembre 1746 et est envoyé aux Indes orientales pour servir sous les ordres du contre-amiral Thomas Griffin et de l'amiral Edward Boscawen. Il est employé par Boscawen au siège de Pondichéry en 1748 pour effectuer des sondages au large de Pondichéry, afin d'organiser les dispositions du blocus naval de la ville.
À son retour en Angleterre en avril 1750, le capitaine Powlett accuse le contre-amiral Griffin de ne pas avoir engagé le combat face à huit navires français à Cuddalore, une décision qui a été impopulaire chez ses capitaines. Griffin est reconnu coupable de négligence et est temporairement suspendu de son rang. Griffin contre-attaque devant la cour martiale contre Powlett en l'accusant de lâcheté, critique à laquelle Powlett tente d'échapper en passant en demi-solde. Entre-temps, il entre à la Chambre des communes en 1751 en tant que député de Christchurch.
Il est jugé par une cour martiale le 1er septembre 1752, mais est acquitté faute de preuves étayant les accusations de Griffin. L'incident est sensationnel et se termine en 1756 par un duel entre les deux officiers à Blackheath. Il est nommé commandant du HMS Somerset en janvier 1753.
La montée rapide de Powlett au rang de capitaine et sa volonté d'engager des poursuites devant une cour martiale contre ses supérieurs résultaient de ses liens familiaux. Le soutien de son père à Robert Walpole lui vaut d'être nommé Lord de l'amirauté en 1733, poste qu'il conserve jusqu'en 1742. Même après avoir quitté l’Amirauté, les relations politiques de Bolton restent suffisamment fortes pour lui permettre de continuer à être promu. Cependant, il est déjà devenu une figure de satire et aurait inspiré le personnage de "Capitaine Whiffle" dans le roman de Tobias Smollett Les Aventures de Roderick Random.

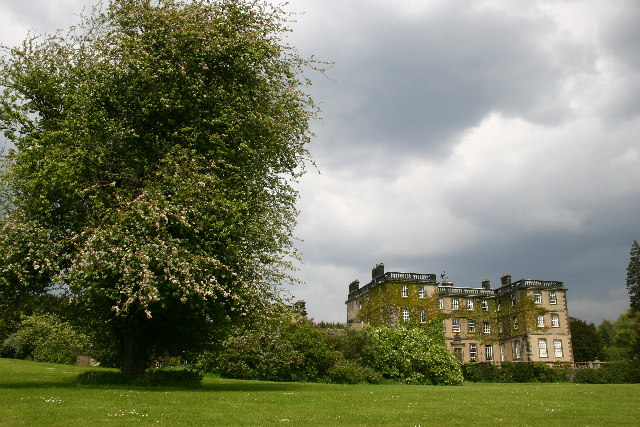
Bolton Hall

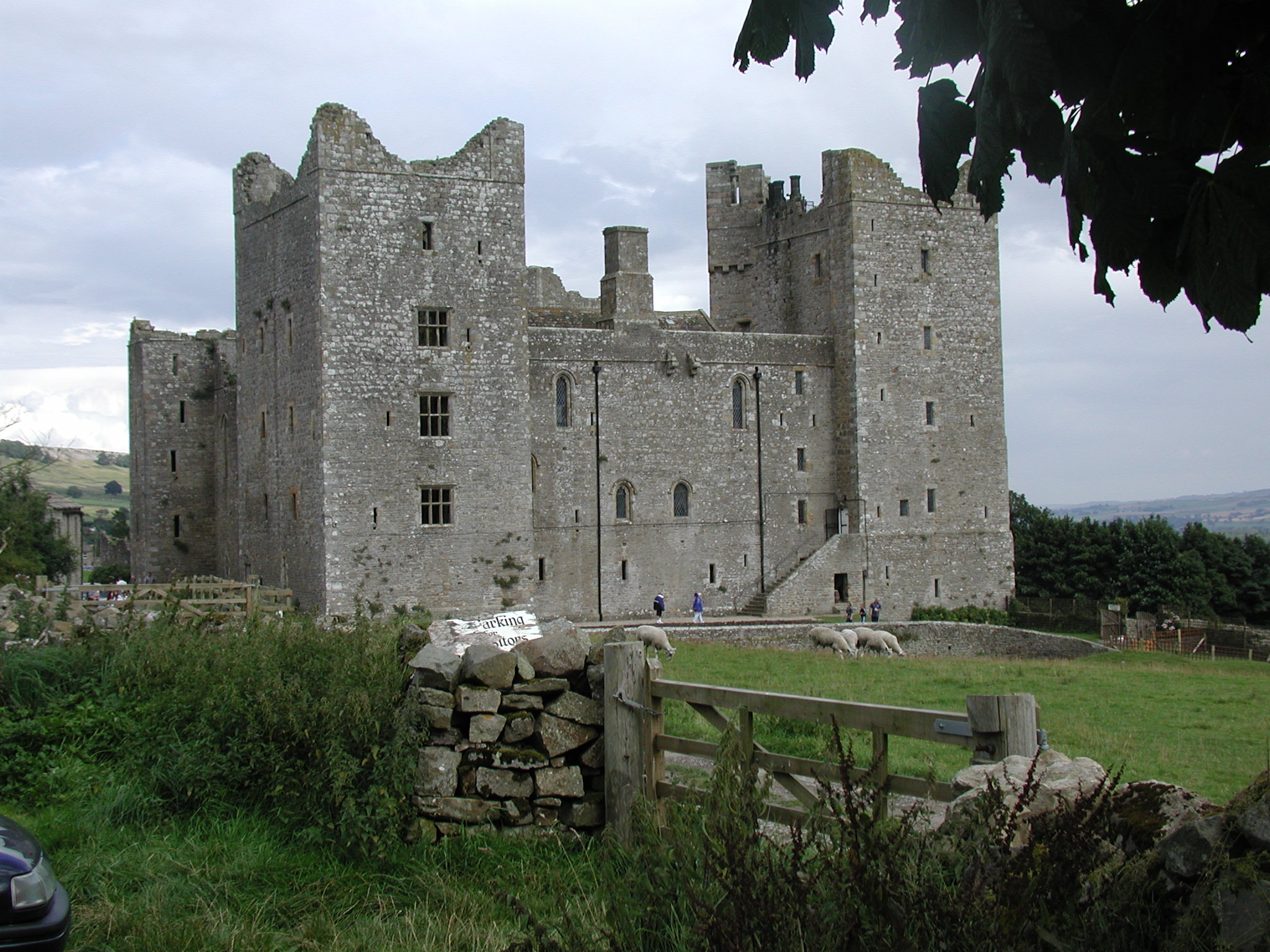
Le château de Bolton

En 1754, après la mort de son père, il devient connu sous le nom de Lord Harry Powlett et remplace son frère aîné Charles Powlett (5e duc de Bolton) en tant que député de l'arrondissement familial de Lymington. Il est nommé à la tête du HMS Barfleur le 4 février 1755 et présente une pétition au duc de Newcastle, alors Premier ministre, pour obtenir une promotion, grâce au soutien de sa famille au gouvernement. Cependant, un grave accident compromet sa réputation, alors qu'il agissait avec la flotte de l'amiral Hawke au large de la France. Envoyé le 22 août 1755 pour chasser un navire au sud-est, il se détache de la flotte. Le 25 août, le charpentier du Barfleur remarque que l'étambot est dangereusement lâche, et Powlett revient à Spithead pour les réparations. En octobre 1755, il est traduit devant la cour martiale pour s'être séparé de la flotte et être rentré au port sans justification. Il est réprimandé pour la première accusation et acquitté pour la seconde, et le menuisier est congédié pour incompétence. Il est cependant largement admis que le menuisier avait servi de bouc émissaire et Powlett reçoit par la suite le sobriquet du "capitaine Stern-Post".
Malgré cet incident, l'influence de Bolton se révèle irrésistible et il est promu contre-amiral le 4 juin 1756 et vice-amiral le 14 février 1758. Malgré ses promotions, il subit de vigoureuses oppositions et ne reçoit plus jamais de commandement naval, même au début de la guerre de Sept Ans. En 1756, Boscawen aurait demandé que Powlett soit nommé commandant en second, mais le roi George II, qui partageait la faible opinion générale sur ce dernier, refuse sa candidature. En 1761, il change de nouveau de circonscription et redevient député de Winchester.
En tant que partisan tiède du gouvernement, il est par intermittence en désaccord avec George Grenville. Cependant, après être devenu duc en juillet 1765 à la suite du suicide de son frère, il se détache de ses relations politiques et devient partisan de la couronne. Bolton est admis au Conseil privé le 10 décembre 1766. En 1767, il reçoit le poste de vice-amiral de Dorset et de vice-amiral de Hampshire (occupé par plusieurs ducs de Bolton) et est promu amiral du Bleu le 18 octobre 1770 et amiral du Blanc le 31 mars 1775.
En 1778, il se heurte au gouvernement pour sa gestion de la guerre d'indépendance américaine et rejoint le vice-amiral Bristol pour s'opposer à la cour martiale de l'amiral Keppel. Son activité politique diminue après 1780, mais en 1782, il est nommé gouverneur de l'île de Wight et lord-lieutenant du Hampshire.

## Mariages et descendants
Il se marie deux fois :
- Le 7 mai 1752, avec Mary Nunn (décédée en 1764) a une fille:
  - Maria Henrietta Powlett (décédée le 30 mars 1779), épouse de John Montagu (5e comte de Sandwich)
- Le 8 avril 1765, il se remarie à Katherine Lowther (décédée le 21 mars 1809), fille de Robert Lowther (1681-1745) et sœur de James Lowther (1er comte de Lonsdale), dont il a deux filles:
  - Amelia Powlett, morte célibataire
  - Catharine Margaret Powlett (1766 - 17 juin 1807), épouse de William Vane, 1er duc de Cleveland

## Mort et succession
Il meurt le 25 décembre 1794 à Hackwood Park, à Winslade, dans le Hampshire. Comme il n'a pas de fils, son duché disparait. Son cousin éloigné et héritier, George Paulet (12e marquis de Winchester), lui succède comme marquis de Winchester et à d’autres titres, tandis que ses domaines de Bolton Hall, Château de Bolton, Hackwood Park et plusieurs autres sont dévolus à la fille naturelle de son frère, Jean Browne-Powlett, épouse de Thomas Orde-Powlett (1er baron Bolton), qui adopte le nom supplémentaire de Powlett.